# 微花连蕊茶
微花连蕊茶（学名：Camellia minutiflora）是山茶科山茶属的植物。分布于中国大陆的香港等地，生长于海拔350米至500米的地区，多生长于疏林中，目前尚未由人工引种栽培。
其种加词“Minutiflora ”意为“花很小的”。
现接受名为微花连蕊茶（Camellia lutchuensis var. minutiflora (Hung T.Chang) T.L.Ming, 1999）。